# Pedro Miguel Fonseca Rocha
Pedro Miguel Fonseca Rocha, (Lisboa, 11 de Março de 1988) é um futebolista português. Joga actualmente como Defesa central no Almada Atlético Clube.